# Romuald Szymkiewicz
Romuald Jerzy Szymkiewicz (ur. 3 sierpnia 1948) – profesor nauk technicznych, doktor habilitowany inżynier. Specjalista budownictwa wodnego, hydrauliki, hydrologii. Otrzymał Nagrodę indywidualną II stopnia za osiągnięcia dydaktyczne

## Życiorys
W 1967 ukończył Technikum Kolejowe w Olsztynie na kierunku specjalności dróg i mostów kolejowych. W 1972 uzyskał dyplom magistra inżyniera budownictwa wodnego w Instytucie Hydrotechniki Politechniki Gdańskiej i rozpoczął pracę w Zakładzie Hydrauliki macierzystej uczelni. Tytuł profesora otrzymał w 1998 roku a od roku 2002 jest profesorem zwyczajnym PG.

## Książki
- Numerical Modeling in Open Channel Hydraulics
- Metoda badania dyfuzji i dyspersji numerycznej w rozwiązaniach równań hydrodynamiki
- Modelowanie matematyczne przepływów w rzekach i kanałach
- Metody numeryczne w inżynierii wodnej

## Nagrody[6]
Otrzymał czterokrotnie nagrodę Ministra Edukacji Nauki i Szkolnictwa Wyższego, nagrodę Ministra Rolnictwa, nagrodę Wydziału IV Nauk Technicznych PAN. Został odznaczony Medalem Komisji Edukacji Narodowej oraz Krzyżem Kawalerskim i Krzyżem Oficerskim Orderu Odrodzenia Polski.